# Caramos
Caramos est une freguesia (« paroisse civile ») du Portugal, rattachée au concelho (« municipalité ») de Felgueiras et située dans le district de Porto et la région Nord.

## Organes de la paroisse
- L'assemblée de paroisse est présidée par José Filipe Costa Lopes Dias da Cunha (groupe "PPD/PSD").
- Le conseil de paroisse est présidé par António Fernando da Costa Sampaio (groupe "PS").